# چراین

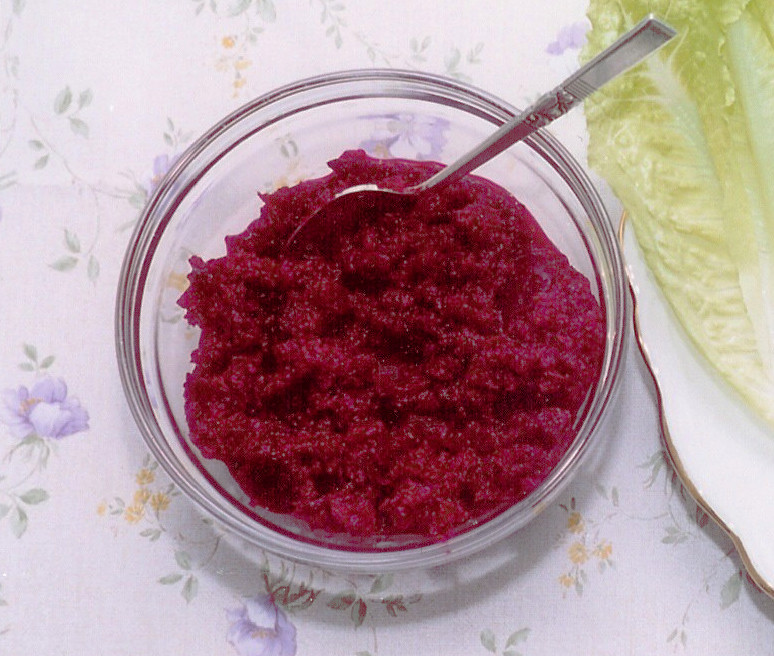
چراین قرمز یا ترب کوهی مخلوط شده با چغندر قرمز

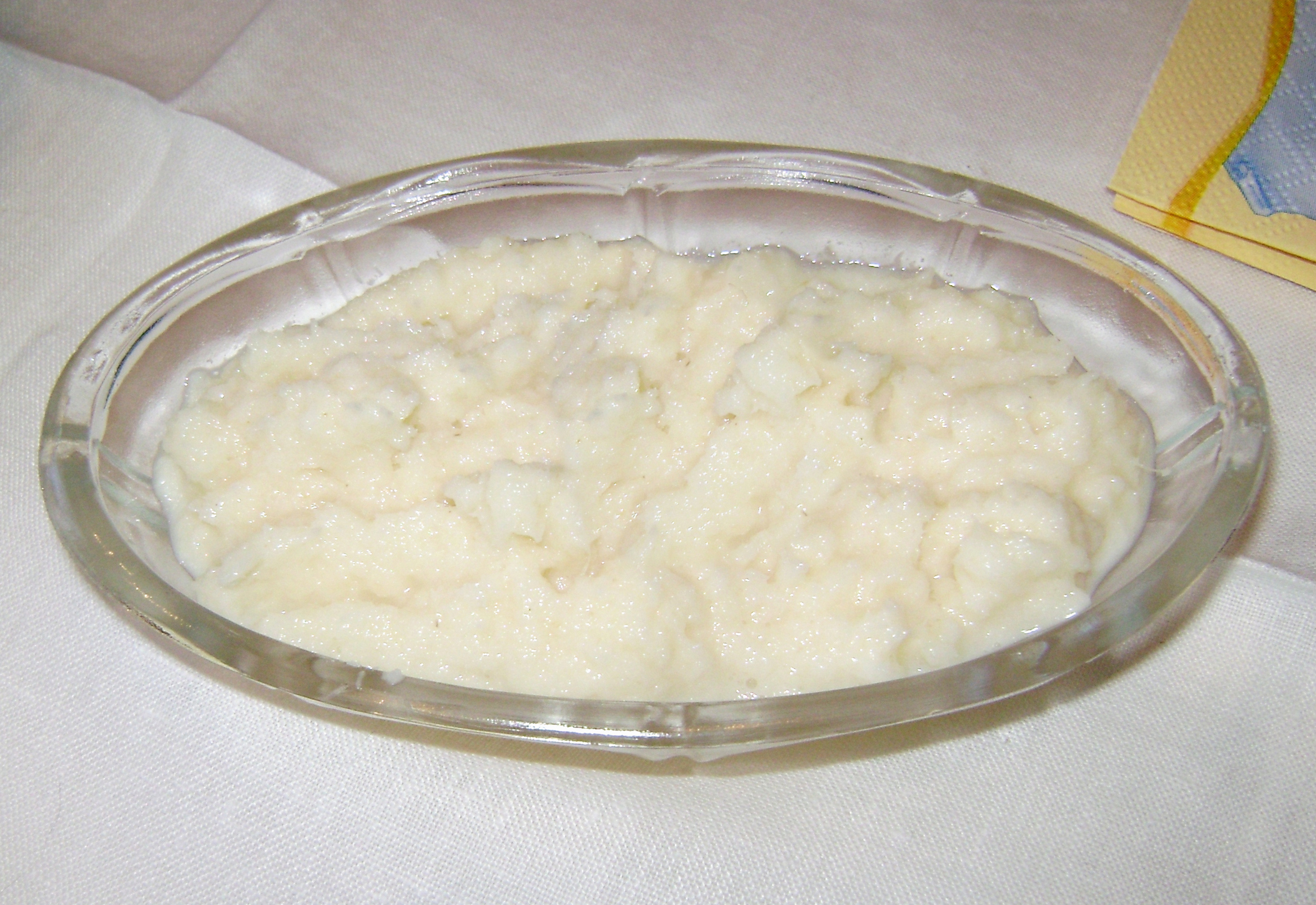
چراین سفید یا ترب کوهی رنده شده

چراین (چکی: křen) یک نوع چاشنی تند است که از ترب کوهی تهیه می‌شود و در آشپزی یهودی اشکنازی به عنوان مزه گوشت یا ماهی بکار می‌رود. در غذاهای یهودی و اسلاوی، دو نوع چراین وجود دارد. چراین سفید حاوی ریشه ترب کوهی و سرکه میوه و گاهی شکر و نمک است، در حالی که چراین قرمز شامل افزودن چغندر قرمز به ترب کوهی است.